# Michael Gibbs (compositeur)
Pour les articles homonymes, voir Michael Gibbs et Gibbs.
Michael Clement Irving Gibbs (né le 25 septembre 1937 à Salisbury, actuel Harare, en Rhodésie du Sud, actuel Zimbabwe) est un musicien de jazz, compositeur, chef d'orchestre, arrangeur et producteur britannique, ainsi que claviériste, tromboniste et percussionniste.
Il a étudié au Berklee College of Music.

## Albums
- Michael Gibbs (1970, Deram)
- Tanglewood 63 (1971, Deram)
- Just Ahead (1972, Polydor)
- In The Public Interest (1974, Polydor)
- Seven Songs For Quartet And Chamber Orchestra (1974, ECM)
- The Only Chrome Waterfall Orchestra (1975, Bronze)
- Big Music (1988, Venture/Virgin)
- By The Way (1993, ah um)
- Europeana (1995, ACT)
- Nonsequence (2001, Provocateur)
- Here's A Song For You (2011, Fuzzy Moon)
- Back In The Days (2012, Cuneiform)

## Bandes originales
- Madame Sin (1972)
- Housekeeping (1987, Varèse Sarabande/MCA)
- Iron & Silk (1991, The Fine Line/Mute)
- À toute épreuve  (1993, The Fine Line/Mute)
- Being Human (1993, Varèse Sarabande/MCA)
- Century/Close My Eyes (1994, The Fine Line/Mute)
- 1995 : All Men Are Mortal d'Ate de Jong